# Lineplex

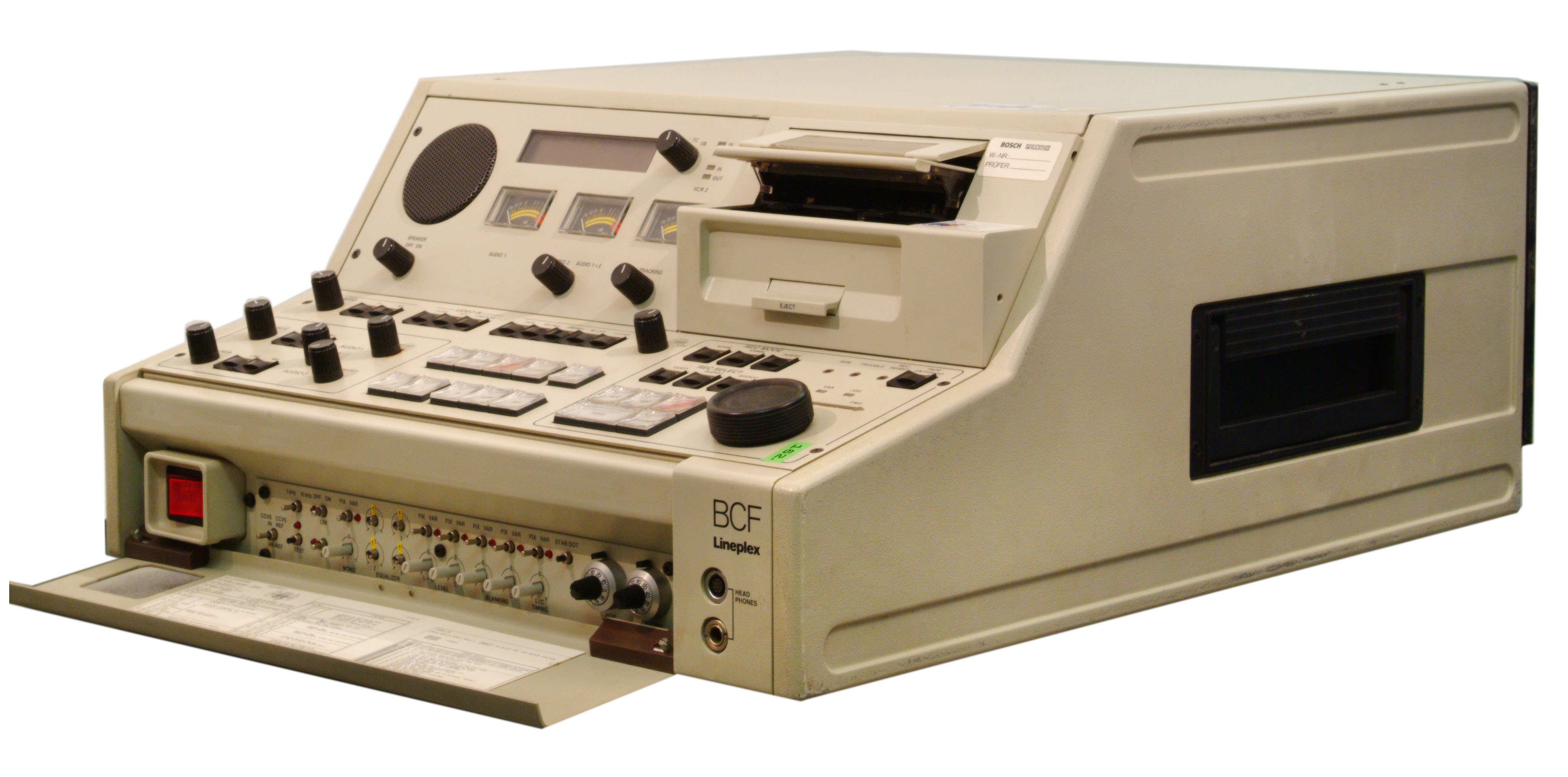
Un videoregistratore in standard Lineplex.

Il Lineplex o Quartercam è un formato di videoregistrazione destinato all'uso professionale, progettato e messo in commercio nel settembre del 1983 dalla Bosch Fernseh GmbH.
La terminologia ufficiale distingue tra i termini QuarterCam per il formato e Lineplex per le videocassette.
Il formato si poneva in alternativa ai due formati component giapponesi, il Betacam della Sony e il formato M della Matsushita, presentati l'anno precedente.

## Aspetti tecnici
Il Lineplex è un formato component a scansione elicoidale, dove i tre segnali di luminanza e di differenza di colore sono registrati separatamente. Sono disponibili due canali audio.
Il formato utilizza videocassette con nastro largo un 1/4 di pollice, con il vantaggio di poter realizzare camcorder e videoregistratori di dimensioni molto compatte.
Una particolarità del formato è l'assenza di control track, sostituita integralmente dal timecode longitudinale.

## Esito commerciale
Nonostante l'ottima qualità delle immagini, il vantaggio delle dimensioni e le interessanti soluzioni tecniche proposte, il Lineplex fu un insuccesso commerciale, per via della diffusione molto maggiore a livello internazionale dei formati giapponesi. Inoltre, il videoregistratore in versione agganciabile per camcorder era soggetto a problemi meccanici, con un'affidabilità comprensiva piuttosto scarsa.